# Campeonato sub-20 de la AFF 2007
El Campeonato sub-20 de la AFF 2007 se llevó a cabo en Ho Chi Minh City, Vietnam del 31 de julio al 9 de agosto y contó con la participación de 8 selecciones juveniles del Sureste de Asia.
El anfitrión Vietnam venció en la final a Malasia para conseguir su primer título del torneo.

## Participantes
| - Brunéi - Camboya - Laos - Malasia | - Birmania - Singapur - Tailandia - Vietnam |

## Fase de grupos

### Grupo A
| País     | J | G | E | P | GF | GC | GD | Pts |
| -------- | - | - | - | - | -- | -- | -- | --- |
| Birmania | 3 | 3 | 0 | 0 | 8  | 2  | +6 | 9   |
| Malasia  | 3 | 2 | 0 | 1 | 11 | 5  | +6 | 6   |
| Laos     | 3 | 1 | 0 | 2 | 5  | 12 | -7 | 3   |
| Singapur | 3 | 0 | 0 | 3 | 2  | 7  | -5 | 0   |

| Equipo 1 | Resultado | Equipo 2 |
| -------- | --------- | -------- |
| Malasia  | 3-0       | Singapur |
| Laos     | 0-4       | Birmania |
| Singapur | 1-2       | Laos     |
| Malasia  | 1-2       | Birmania |
| Laos     | 3-7       | Malasia  |
| Birmania | 2-1       | Singapur |

### Grupo B
| País      | J | G | E | P | GF | GC | GD  | Pts |
| --------- | - | - | - | - | -- | -- | --- | --- |
| Tailandia | 3 | 2 | 1 | 0 | 15 | 1  | +14 | 7   |
| Vietnam   | 3 | 2 | 1 | 0 | 12 | 1  | +11 | 7   |
| Brunéi    | 3 | 1 | 0 | 2 | 2  | 14 | -12 | 3   |
| Camboya   | 3 | 0 | 0 | 3 | 1  | 14 | -13 | 0   |

| Equipo 1  | Resultado | Equipo 2  |
| --------- | --------- | --------- |
| Camboya   | 0-5       | Vietnam   |
| Brunéi    | 0-7       | Tailandia |
| Tailandia | 1-1       | Vietnam   |
| Camboya   | 1-2       | Brunéi    |
| Tailandia | 7-0       | Camboya   |
| Brunéi    | 0-6       | Vietnam   |

## Fase Final
|  | Semifinales                   | Semifinales                   |   |                               | Final                         | Final |  |
|  |                               |                               |   |                               |                               |       |  |
|  |                               |                               |   |                               |                               |       |  |
|  | Ho Chi Minh City, 7 de agosto |                               |   |                               |                               |       |  |
|  | Birmania                      | 1                             |   |                               |                               |       |  |
|  | Vietnam                       | 3                             |   |                               |                               |       |  |
|  |                               |                               |   |                               |                               |       |  |
|  |                               |                               |   |                               | Ho Chi Minh City, 9 de agosto |       |  |
|  |                               |                               |   |                               | Vietnam                       | 1     |  |
|  |                               | Malasia                       | 0 |                               |                               |       |  |
|  |                               |                               |   |                               |                               |       |  |
|  |                               |                               |   |                               |                               |       |  |
|  |                               |                               |   |                               | Tercer lugar                  |       |  |
|  | Ho Chi Minh City, 7 de agosto | Ho Chi Minh City, 7 de agosto |   | Ho Chi Minh City, 9 de agosto | Ho Chi Minh City, 9 de agosto |       |  |
|  | Tailandia                     | 1                             |   | Birmania                      | 0                             |       |  |
|  | Malasia                       | 2                             |   |                               | Tailandia                     | 2     |  |

## Campeón
| Campeonato sub-20 de la AFF 2007 |
| -------------------------------- |
| Bandera de Vietnam               |
| Vietnam 1º Título                |